# Unexist
Unexist, pseudoniem van Francesco Lapicca, is een Italiaanse hardcore-dj/producer. Hij is lid van dj-groep DT6, samen met The Wishmaster en Ether.
Unexist staat onder contract bij verschillende labels, te weten Altern-Hate, Industrial Strength Europe, Industrial Strengt Records, Lethal Insanity 666 en The Third Movement. Hij is onder andere bekend geworden door de platen Unexist will break your face en Attack. Verder draaide hij op feesten als Thunderdome en Hellraiser. Een ander pseudoniem van deze dj is Jappo. Hij maakte onder deze alias ook een plaat getiteld Unexist will eat your steak. Deze werd geproduceerd door Friends Of Jappo. Ook bekend als DJ Jappo & Claudio-Lancinhouse.
- MusicBrainz: 599123c4-4286-40a9-8846-66565fbac303
- Virtual International Authority File: 80193176
- WorldCat: E39PBJq6VyWGGQGh9qmpdjb8G3